# Nageia corrugata
Nageia corrugata är en barrträdart som först beskrevs av George Gordon, och fick sitt nu gällande namn av Carl Ernst Otto Kuntze. Nageia corrugata ingår i släktet Nageia och familjen Podocarpaceae. Inga underarter finns listade i Catalogue of Life.